# Сидоров Олексій Русланович
Олексі́й Русла́нович Си́доров (нар. 7 червня 2001, Макіївка, Донецька область, Україна) — український футболіст, нападник «Металіста 1925».

## Біографія
У складі «Металіста 1925» дебютував 30 липня 2023 року в грі 1-го туру Української прем'єр-ліги 2023/24 проти донецького «Шахтаря» (1:2).

## Досягнення
«Металіст 1925»:
 Бронзовий призер Першої ліги України: 2024/25